# Raffetot
Raffetot település Franciaországban, Seine-Maritime megyében. Lakosainak száma 502 fő (2022. január 1.). Raffetot Bolbec, Bolleville, Lanquetot, Nointot, Rouville és Yébleron községekkel határos.

## Népesség
A település népességének változása:
| Lakosok száma | 500  | 503  | 511  | 503  | 503  | 504  | 499  | 498  | 502  |
|               | 2013 | 2015 | 2016 | 2017 | 2018 | 2019 | 2020 | 2021 | 2022 |